# Predgornyj rajon
Il Predgornyj rajon, in russo Предгорный район?, è un rajon del Kraj di Stavropol', nel Caucaso.